# Palletstelling

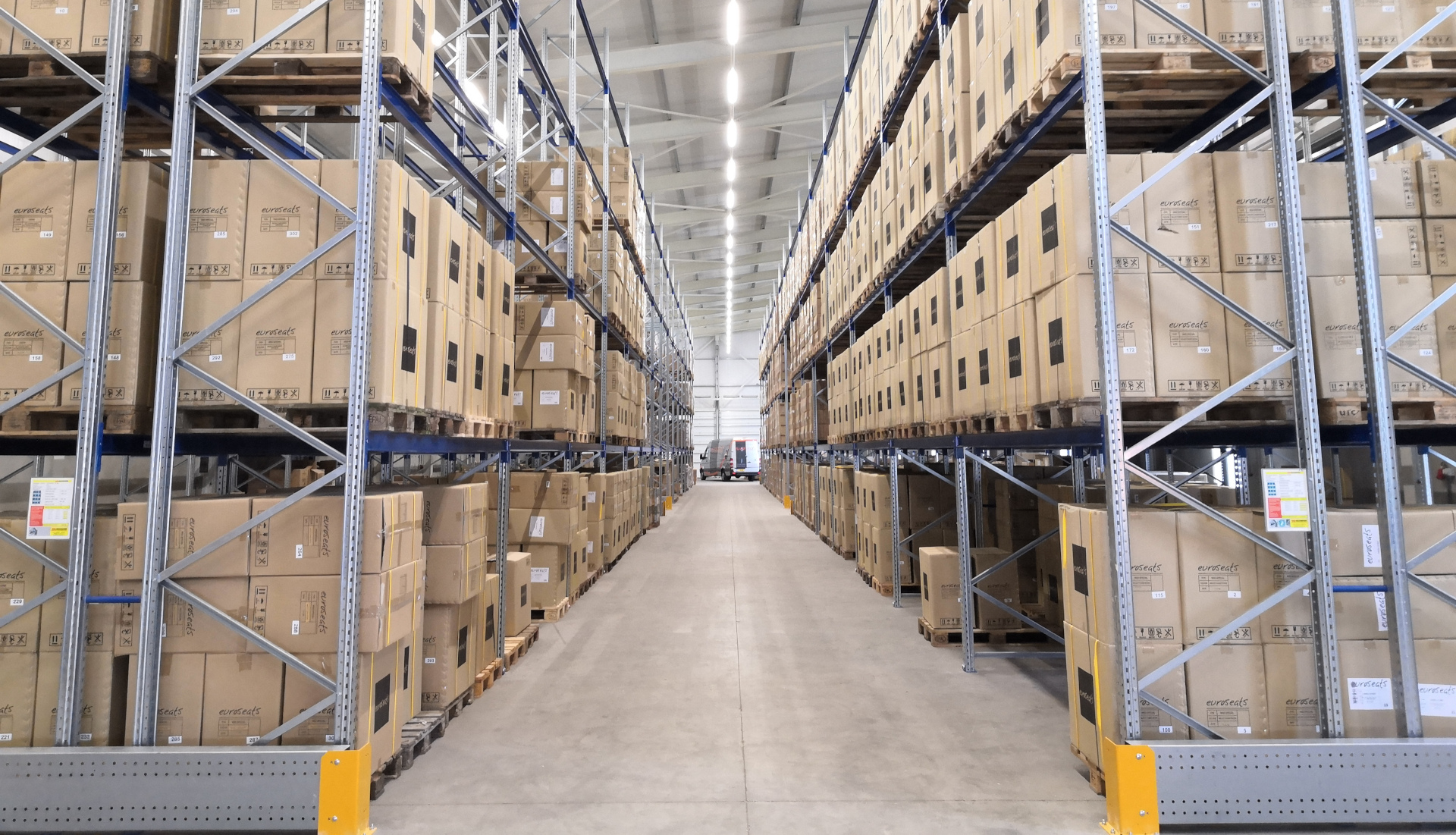
Dubbelzijdige palletstellingen met pallets in een warehouse in Nederland

Een palletstelling is een, meestal stalen, stelling voor de opslag van pallets. 
Een palletstelling is een type magazijnstelling bedoeld voor de opslag van goederen in houten of kunststof pallets op verscheidene niveaus boven elkaar. De lay-out (plattegrond) en configuratie van dit stellingtype is dusdanig dat elke opslageenheid (pallet)  rechtstreeks kan worden bereikt vanuit de stellinggangen door stellingbedieningsapparatuur zoals heftrucks, reachtrucks en kranen. 

## Onderdelen van een palletstelling

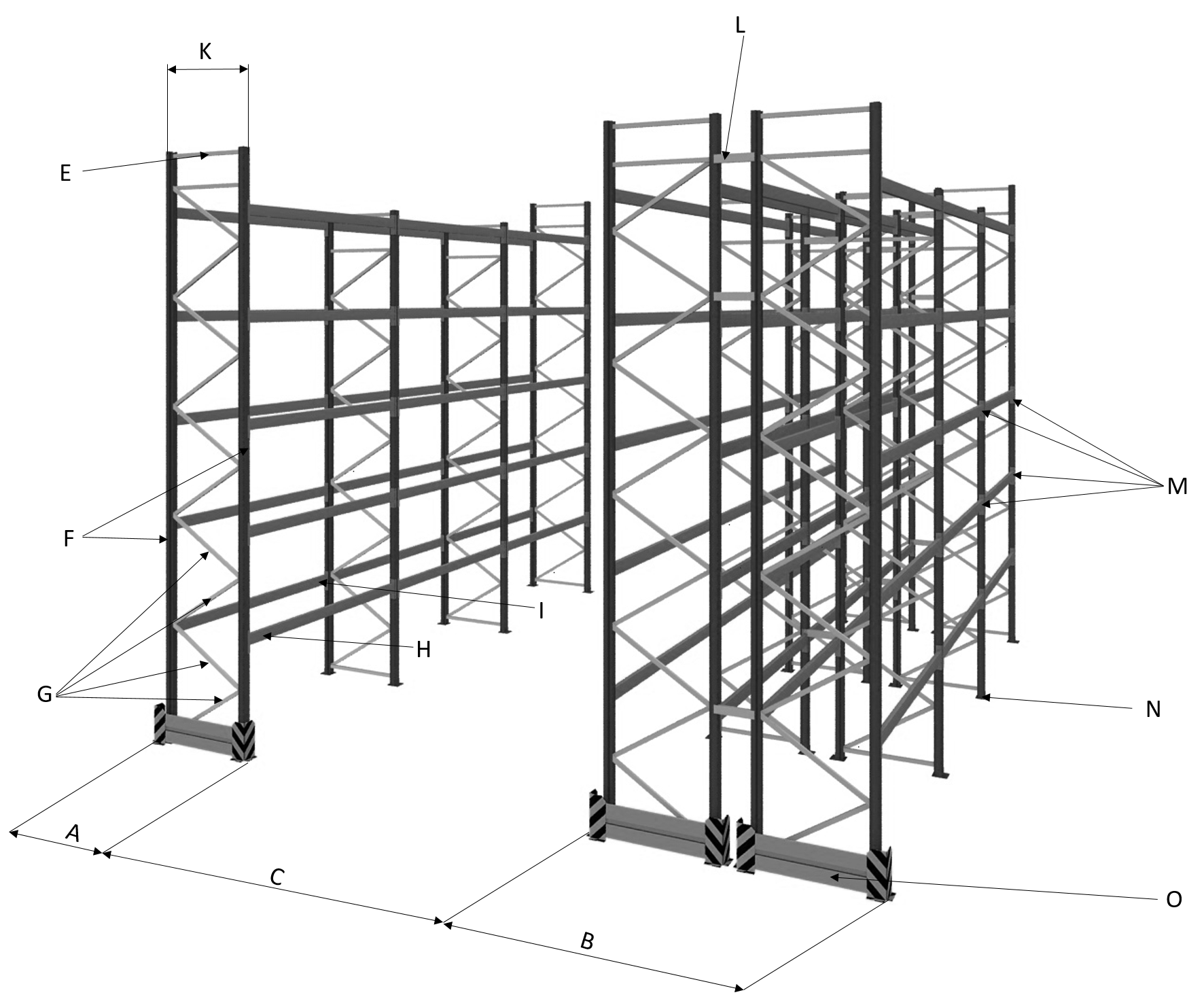
Beschrijving van de relevante onderdelen van een palletstelling

De palletstelling bestaat uit een aantal specifieke onderdelen conform afbeelding. Achtereenvolgens:
| Item | Benaming                       | Toelichting |
| ---- | ------------------------------ | --- |
| A    | Enkelzijdige rij               | Een enkelzijdige rij palletstellingen bestaat uit meerdere secties. De enkelzijdige rij wordt in het algemeen van één zijde gevuld met pallets. Enkele rijen staan vrijwel altijd met de rugzijde tegen een wand                                                                                       |
| B    | Dubbelzijdige rij              | Een dubbelzijdige rij palletstellingen bestaat uit 2 enkele rijen naast elkaar die onderling verbonden zijn middels een koppelstuk. De dubbele rij wordt van twee zijden gevuld met pallets |
| C    | Gangpad / Bruto gangpadbreedte | Het gangpad wordt gebruikt door stellingbedienapparatuur om pallets in de stelling te plaatsen. De minimale noodzakelijke breedte is afhankelijk van de gebruikt apparatuur. |
| E    | Schoor of horizontaalschoor    | Een frame van een palletstelling bestaat uit 2 staanders/stijlen die onderling in vakwerkstijl verbonden zijn middels horizontaalschoren en diagonaalschoren |
| F    | Staander / Stijl               | Verticaal geprofileerd stalen profiel dat onderdeel van het frame is. In de staander worden de liggers ingehaakt om zo een stabiele sectie te vormen |
| G    | Schoor of diagonaalschoor      | Zie E |
| H    | Ligger of gangligger           | De liggers worden ingehaakt in de frames/staanders en zijn bedoeld om de pallets te dragen. Liggers zijn verkrijgbaar met verschillende draagvermogens afhankelijk van de verwachte palletgewichten. De gangligger is de voorste ligger van een liggerpaar                                             |
| I    | Ligger of rugligger            | Zie H. De rugligger is de achterste ligger van een liggerpaar |
| K    | Frame / Juk                    | Het frame van een palletstelling draagt de liggers en bestaat uit 2 staanders onderling verbonden middels een vakwerk van schoring |
| L    | Koppelstuk / Afstandshouder    | Het koppelstuk verbindt 2 enkelzijdige rijen en draagt bij aan de constructie. Een koppelstuk zorgt voor de vrije ruimte tussen de beide rijen. Deze vrije ruimte bedraagt ten minste 200 mm bij ongesprinklerde ruimten en 250-300 mm bij ruimtes met sprinkler                                       |
| M    | Borgpen                        | Iedere ligger is voorzien van 2 borgpennen die voorkomen dat de ligger eenvoudig uit het frame kan vallen tijdens gebruik van de stellingen (Bijvoorbeeld door het plaatsen of wegnemen van een pallet)                                                                                                |
| N    | Voetplaat met vulplaten        | Iedere palletstelling hoger dan 3,5 meter dient verankerd te zijn aan de vloer van het warehouse middels ankers. Daartoe zijn de frames voorzien van voetplaten met een gatenpatroon voor verankering. Onder de voetplaten worden vulplaten geplaatst om de palletstelling waterpas te kunnen opbouwen |
| O    | Framebeschermer                | De kopse zijde van enkele en dubbele rijen dient voorzien te worden van bescherming tegen aanrijdschade. Hiertoe dient voor de stellingen een vrijstaande framebeschermer geplaatst te worden. |

## Nederland

### Normeringen voor palletstellingen
Het ontwerp, de productie, de plaatsing en het dagelijks gebruik van palletstellingen is in Nederland onderworpen aan een aantal Europese en Nederlandse normen.
Voor het ontwerp van palletstellingen zijn diverse normeringen ontwikkeld. De Europese Federatie voor Material Handling FEM is een samenwerking van fabrikanten in de logistieke branche. Zij heeft diverse normeringen ontwikkeld voor het ontwerp van palletstellingen. Veel van deze normeringen zijn uiteindelijk vrijwel integraal omgezet naar Europese Normeringen. Het betreft hier onder andere:
- FEM 10.2.02 The Design of Static Steel Pallet Racking – NEN-EN 15512|2009
- FEM 10.2.03 Guidelines for the safe provision of static steel racking and shelving – NEN-EN 15629 |2008
- FEM 10.2.04 Guidelines for the safe use of static steel racking and shelving – NEN-EN 15635|2008

In Europa wordt de hiervoor genoemde NEN-EN 15512 gebruikt voor het ontwerp van palletstellingen. NEN-EN 15512 bevat een apart hoofdstuk voor de situatie in Nederland waarbij wordt verwezen naar de enkel in Nederland actieve norm NEN 5056 met aanvullende eisen omtrent de veiligheid van deze stellingen. Deze norm NEN 5056 is ontwikkeld omdat, anders dan in de rest van Europa, palletstellingen in Nederland onder het bouwbesluit vallen. Daardoor gelden voor het ontwerp van palletstellingen andere, zwaardere eisen, dan elders in Europa.

### Palletstellingen en het bouwbesluit
Palletstellingen hoger dan 3 meter worden in het bouwbesluit 2012 gezien als ‘bouwwerk zijnde geen gebouw’. Palletstellingen vallen daarmee onder het regime van het bouwbesluit, en dienen daarmee verplicht te voldoen aan eisen in het bouwbesluit omtrent bijvoorbeeld veiligheid bij brand en het voorkomen van voortschrijdend bezwijken.
Voor stalen constructies verwijst het bouwbesluit onder andere naar NEN-EN 1990 en NEN-EN 1993.
Iedere fabrikant van palletstellingen, hoger dan 3 meter, moet kunnen aantonen dat in Nederland geleverde producten voldoen aan de eisen gesteld in het bouwbesluit.
Om deze bewijslast te vereenvoudigen is NEN 5056 ontwikkeld en toegevoegd aan de door fabrikanten ontwikkelde norm NEN-EN 15512. Door toepassing van de aanvullende eisen in NEN 5056 toont een fabrikant middels het gelijkwaardigheidsbeginsel aan dat zij hiermee óók voldoet aan het bouwbesluit.
Dit speelt met name indien er door de fabrikant statische berekeningen moeten worden gemaakt die door de opdrachtgever benodigd zijn voor de aanvraag van een omgevingsvergunning.

### Omgevingsvergunning
In Nederland geldt dat voor palletstellingen hoger dan 8,5 meter een omgevingsvergunning aangevraagd dient te worden door de eigenaar van de stellingen. Onderdeel van deze aanvraag zijn ten minste:
- Een statische berekening waarin wordt aangetoond dat de te plaatsen stellingen voldoen aan het bouwbesluit
- Een lay-out en technische beschrijving van de plaatsing van de palletstellingen in het magazijn
- Een controleberekening van de vloer van het warehouse waarin wordt aangetoond dat de vloer in staat is de palletstellingen inclusief belasting te dragen.

### Palletstellingen en het ARBO-besluit
Behalve dat palletstellingen onder het bouwbesluit vallen, worden palletstellingen ook gezien als een arbeidsmiddel in het Arbeidsomstandighedenbesluit. In paragraaf 7.4a wordt gesteld dat arbeidsmiddelen onder voorwaarden gekeurd dienen te worden. Palletstellingen dienen minstens eenmaal per jaar een veiligheidsinspectie te krijgen. Daarnaast dient een keuring plaats te vinden als er sprake is van een verandering aan het arbeidsmiddel. Concreet betekent dit dat palletstellingen nadat deze verplaatst worden, of opnieuw ingedeeld, ook opnieuw gekeurd dienen te worden.